# Долива (герб)
Долива — родовий герб, яким користувалися більш, ніж 370 шляхетськіх родів Білорусі, України, Литви і Польщі.

## Історія
Перша письмова згадка про герб датується 1311 роком.
Після Городельської унії 1413 року ряд гербів, в тому числі й Долива були також закріпленні за представниками литовсько-руської (української) шляхти, та відбулось зрівняння прав шляхти католицького віровизнання Королівства Польського та шляхти Великого князівства Литовського, Руського та Жемайтійського. Першим в Литовсько-Руській державі його взяв боярин Нашко (Naczko, Nacz).

## Опис
На блакитному полі срібна перев'язь з лівого верхнього кута в нижній правий, на якій три червоні чотирипелюсткові (або п'ятипелюсткових) троянди. Клейнод — два чорних волових роги, між ними — три поставлених, одна на одну, троянди.
Існує варіант герба — поле червоне.